# Jennifer Isacco
Jennifer Isacco (* 27. Februar 1977 in Como) ist eine ehemalige italienische Bobfahrerin.

## Biografie
Jennifer Isacco, die zunächst als Leichtathletin aktiv war, gab am 25. November 2004 ihr Debüt im Bob-Weltcup. Bei den Olympischen Spielen 2006 in Turin ging sie mit Gerda Weißensteiner im Zweierbob-Rennen an den Start. Das Duo gewann die Bronzemedaille. Bei der Bob-Europameisterschaft im selben Jahr gewannen die beiden Silber.